# Chlewiska (gmina)
Pour les articles homonymes, voir Chlewiska.
La gmina de Chlewiska est une commune rurale du powiat de Szydłowiec et de la voïvodie de Mazovie. du centre-est de la Pologne
Son siège administratif (chef-lieu) est le village de Chlewiska qui se situe à environ 7 kilomètres à l'ouest de Szydłowiec (siège de la powiat) et à 110 kilomètres au sud de Varsovie (capitale de la Pologne).
La gmina couvre une superficie de 124,2 km2 et comptait 6 075 habitants en 2016.

## Géographie
La gmina inclut les villages et localités de:

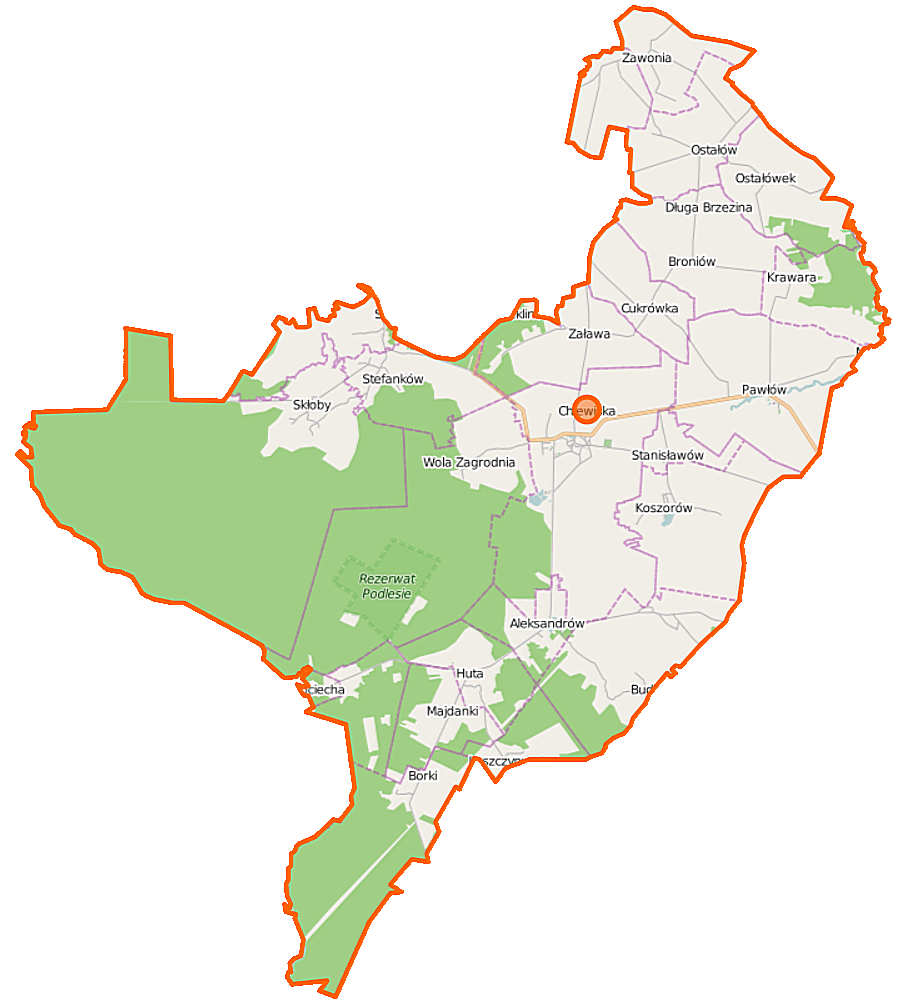
Plan de la gmina

- Aleksandrów
- Antoniów
- Borki
- Broniów
- Budki
- Chlewiska
- Cukrówka
- Huta
- Koszorów
- Krawara
- Leszczyny
- Majdanki
- Nadolna
- Ostałów
- Ostałówek
- Pawłów
- Skłoby
- Stanisławów
- Stefanków
- Sulistrowice
- Wola Zagrodnia
- Zaława
- Zawonia

### Gminy voisines
La gmina de Chlewiska est voisine des gminy de:
- Bliżyn
- Borkowice
- Przysucha
- Stąporków
- Szydłowiec
- Wieniawa

## Structure du terrain
D'après les données de 2002, la superficie de la commune de Chlewiska est de 124,2 km2, répartis comme telle :
- terres agricoles : 47 %
- forêts : 45 %

La commune représente 26,48 % de la superficie du powiat.

## Démographie
Données du 30 juin 2004 :
| Description        | Total  | Total | Femmes | Femmes | Hommes | Hommes |
| ------------------ | ------ | ----- | ------ | ------ | ------ | ------ |
| Unité              | Nombre | %     | Nombre | %      | Nombre | %      |
| Population         | 6 244  | 100   | 3 218  | 51,5   | 3 026  | 48,5   |
| Densité (hab./km²) | 50,3   | 50,3  | 25,9   | 25,9   | 24,4   | 24,4   |